# Комиссар (группа)
«Комиссар» — российская группа. Создана в 1990 году.  Фронтменом группы «Комиссар» стал Алексей Щукин — популярный московский диджей. Взлёт популярности группы пришёлся на начало 1990-х, в конце 90-х и начале 2000-х группа закрепила успех несколькими удачными хитами и прочно удерживает занятые позиции по настоящее время. Наиболее известные песни — «Ты уйдёшь», «Твой поцелуй», «Дрянь», «Королева снежная», «Туман — туманище» и др.

## История
Группа «Комиссар» появилась в 1990 году. В 1991 году получает премию «Овация». В 1991—1993 гг. активно гастролирует, становится дипломантом фестиваля «Звездный дождь», лауреатом фестиваля «Звуковая дорожка» газеты «Московский комсомолец», получает диплом фестиваля «Золотой ключ». В дальнейшем в середине 90-х гг. и 2000-е гг. группа «Комиссар» выпустила несколько альбомов и продолжает гастролировать по сегодняшний день.

## Дискография

### Альбомы
- 1991 — Наше время пришло
- 1998 — Дрянь
- 2000 — Музыка нового тысячелетия
- 2003 — Любовь — это яд
- 2013 — Короли

### Компиляции
- 2000 — Новое и лучшее 2000
- 2001 — Звёздная коллекция
- 2009 — Не пиратский
- 2010 — Grand Collection Комиссар
- 2010 — Романтика 2010
- 2014 — 20 лучших песен